# Vladas Žulkus
Vladas Žulkus (ur. 16 kwietnia 1945 w Telszach) – litewski archeolog, od 2002 rektor Uniwersytetu Kłajpedzkiego. 
Karierę archeologa rozpoczął podejmując w 1969 pracę w Instytucie Ochrony Zabytków w Kłajpedzie. Zatrudniony tam do 1990 poświęcił się głównie badaniu starego miasta w Kłajpedzie oraz ruin lokalnego zamku. 
W 1988 obronił dysertację kandydacką poświęconą regionowi Kłajpedy w XI-XVII wieku. Dwa lata później mianowano go dyrektorem Muzeum Historii Małej Litwy. W 1992 wraz z Alvydasem Nikžentaitisem założył Centrum Historii Prus i Litwy Zachodniej afiliowane przy Uniwersytecie Kłajpedzkim (od 2003 funkcjonujące pod nazwą Instytutu Historii i Archeologii Regionu Morza Bałtyckiego, BRIAI). Był dyrektorem centrum od 1993 do 1997 oraz w latach 2001-2002. W 1999 obronił Pracę habilitacyjną poświęconą roli Kurów w kulturze i życiu społecznym Zachodnich Bałtów w epoce żelaza. 
Od 2001 zatrudniony w Uniwersytecie Kłajpedzkim jako profesor. 11 października 2002 objął urząd rektora uczelni. 

## Odznaczenia
- Krzyż Uznania II klasy (Łotwa, 2011)[1]

## Publikacje
- Žulkus V., Klimka L.: Lietuvos pajūrio žemės viduramžiais. Vilnius 1989.
- Žulkus V.: Klaipėdos senojo miesto raidos modelis, Vilnius 1991.